# 中国驻巴哈马大使列表
本列表为中華民國和中華人民共和國驻巴哈马历任大使名录。

## 历任中国驻巴哈马大使

### 中华民国驻巴哈马大使（1989年－1997年）
1989年1月9日，中华民国与巴哈马建交。3月27日，设置驻巴哈马大使馆，并派遣驻巴哈马大使。1997年5月18日，两国断交。6月20日。大使馆闭馆。
| 姓名   | 任命          | 到任         | 递交国书      | 免职          | 离任          | 外交衔级 | 外交职务     | 备注 | 备注 |
| ------ | ------------- | ------------ | ------------- | ------------- | ------------- | -------- | ------------ | ---- | ---- |
| 张炳南 | 1989年4月21日 |              | 1989年5月30日 | 1994年4月18日 |               | 大使     | 特命全权大使 |      |      |
| 张庆衍 | 1994年4月18日 | 1994年6月3日 | 1994年6月14日 | 1996年12月4日 |               | 大使     | 特命全权大使 |      |      |
| 吴明彦 | 1996年12月9日 |              |               |               | 1997年5月18日 | 大使     | 特命全权大使 |      |      |

### 中华人民共和国驻巴哈马大使（1997年至今）
1997年5月23日，中华人民共和国与巴哈马国建交。7月19日，中国设置中国驻巴哈马大使馆，并开始派遣驻巴哈马大使。
| 姓名   | 任命           | 任命           | 到任           | 递交国书       | 免职           | 免职          | 离任          | 外交衔级 | 外交职务     | 备注     |
| 姓名   | 全国人大常委会 | 主席           | 到任           | 递交国书       | 全国人大常委会 | 主席          | 离任          | 外交衔级 | 外交职务     | 备注     |
| ------ | -------------- | -------------- | -------------- | -------------- | -------------- | ------------- | ------------- | -------- | ------------ | -------- |
| 马书学 | 不適用         | 不適用         | 1997年7月      | 1997年8月13日  | 不適用         | 不適用        | 不適用        | 大使     | 临时代办     | 候任大使 |
| 马书学 | 1997年8月29日  | 1997年10月31日 | 不適用         | 1997年11月19日 | 2001年4月28日  | 2001年7月10日 | 2001年6月     | 大使     | 特命全权大使 |          |
| 吴长胜 | 2001年4月28日  | 2001年7月10日  | 2001年7月3日   | 2001年7月5日   |                | 2003年8月25日 | 2003年6月     | 大使     | 特命全权大使 |          |
| 焦东村 |                | 2003年8月25日  | 2003年8月19日  | 2003年8月21日  | 2004年8月28日  | 2005年1月17日 | 2004年11月5日 | 大使     | 特命全权大使 |          |
| 李元明 | 2004年8月28日  | 2005年1月17日  | 2005年1月12日  | 2005年1月20日  | 2007年12月29日 | 2008年3月25日 | 2008年3月     | 大使     | 特命全权大使 |          |
| 胡定贤 | 2007年12月29日 | 2008年3月25日  | 2008年3月18日  | 2008年4月2日   | 2010年12月25日 | 2011年6月1日  | 2011年3月10日 | 大使     | 特命全权大使 |          |
| 胡山   | 2010年12月25日 | 2011年6月1日   | 2011年5月14日  | 2011年5月26日  | 2013年8月30日  | 2014年1月16日 | 2013年11月    | 大使     | 特命全权大使 |          |
| 苑桂森 | 2013年8月30日  | 2013年1月16日  | 2013年11月28日 | 2013年12月5日  | 2015年12月27日 | 2016年6月6日  | 2016年3月     | 大使     | 特命全权大使 |          |
| 黄亲国 | 2015年12月27日 | 2016年6月6日   | 2016年5月20日  | 2016年5月25日  | 2020年10月17日 | 2021年4月7日  | 2020年11月    | 大使     | 特命全权大使 |          |
| 戴庆利 | 2020年12月26日 | 2021年4月7日   | 2021年3月9日   | 2021年3月31日  |                | 2024年7月5日  | 2024年4月10日 | 大使     | 特命全权大使 |          |
| 严家蓉 |                | 2024年7月5日   | 2024年7月5日   | 2024年7月9日   | 现任           |               |               | 大使     | 特命全权大使 |          |